# 沈泫京
沈泫京（：／ Sim Hyeon Gyeong，1988年10月5日—），藝名泫京（：／ Hyeon Gyeong），在中國大陸發展的韓國女藝人，曾為SM娛樂、DSP媒體旗下練習生。曾為中國大陸組合i Me成員，在隊內擔任主唱和高音擔當。

## 生平
關於組合時期的演藝經歷、作品、獎項等相關情況，參見條目i Me。
1988年10月5日，沈泫京在韓國京畿道富川市出生。
1998年，10歲的沈泫京加入SM娛樂，渡過了近10年的練習生生涯，同期練習生包括少女時代成員秀英、前成員潔西卡等。離開SM娛樂後，曾短暫加入DSP媒體，繼續練習生生涯。離開DSP媒體後，加入DOREMI MUSIC。
2009年，被天娛傳媒選中成為i Me成員，亦為唯一一位韓籍成員，其他成員為李雨奚、劉美含、易易紫以及泰籍的那琳。
2010年6月，沈泫京隨同i Me成員一起來到中國正式開始了她的演藝之路，藝名為「泫京」。由於不同國家的文化差異，她只能依靠很簡單的英文和手勢進行交流。在此期間，她也得到了i Me成員的許多幫助和關心，以其冷艷的外形和在SM娛樂良好的藝人經驗受到各個年齡觀眾的青睞和喜愛。现时在中国大陆发展短视频行业。

## 音樂作品

### i Me音樂作品
— 所屬團體之所有共同作品，請參閱i Me#作品。

## 影視作品

### 電視劇
- 2010年 《開始懂了》

### 電影
- 2016年 《再次出發》

### 主持
- 湖南衛視《給力星期天》外景主持
- 土豆網《土豆最音乐》主持

## 獎項
— 所屬團體之所有獎項，請參閱i Me#所獲獎項。

## 外部連結
- 沈泫京的Instagram帳戶
- 沈泫京的新浪微博
- 沈泫京的X（前Twitter）